# Bandiera della Terra

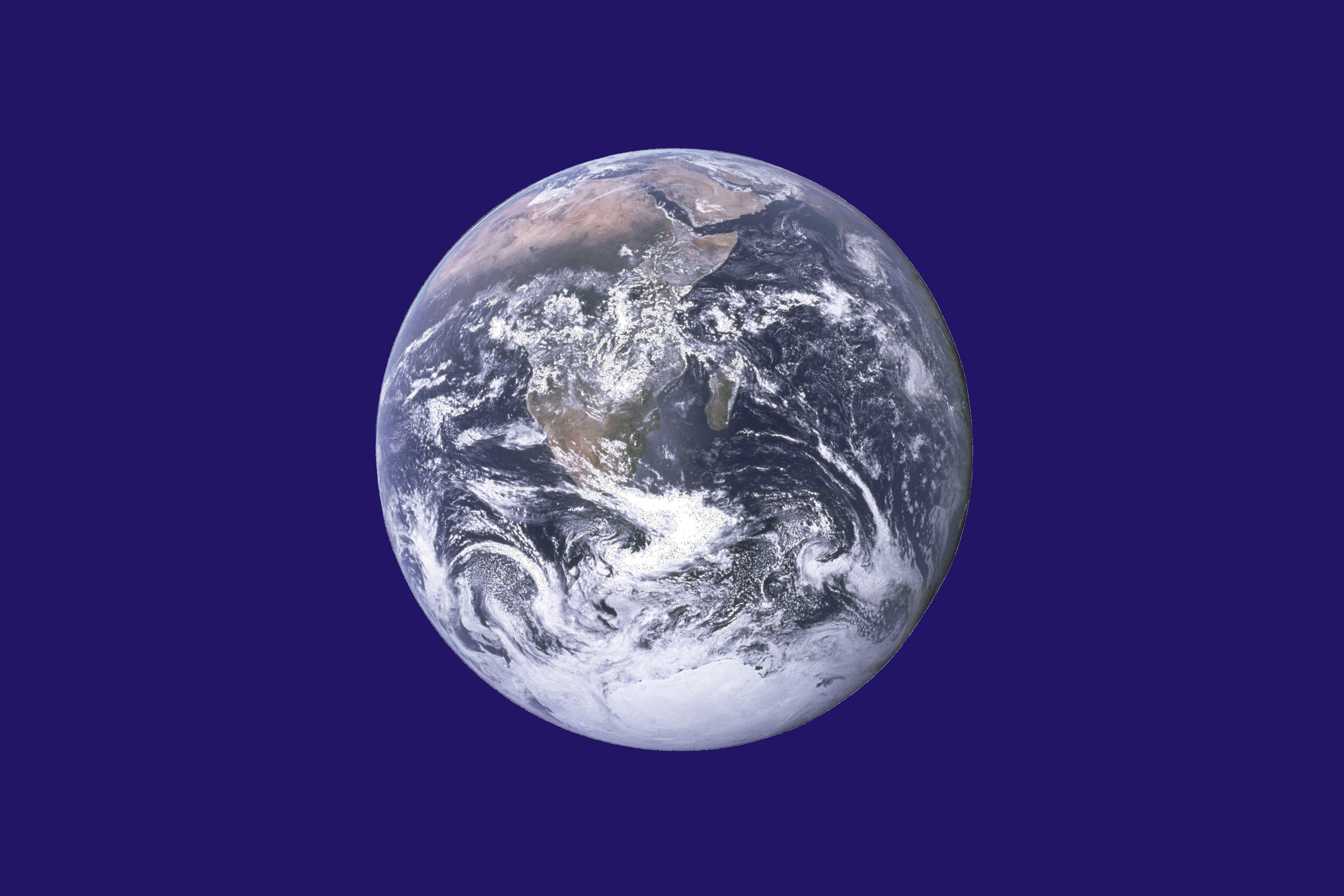
La bandiera della Giornata della Terra

La bandiera terrestre è un vessillo rappresentativo del pianeta Terra. Sebbene non esista una bandiera per tale scopo riconosciuta a livello internazionale, alcune organizzazioni ne hanno proposto diverse versioni.

## Bandiera della Giornata della Terra

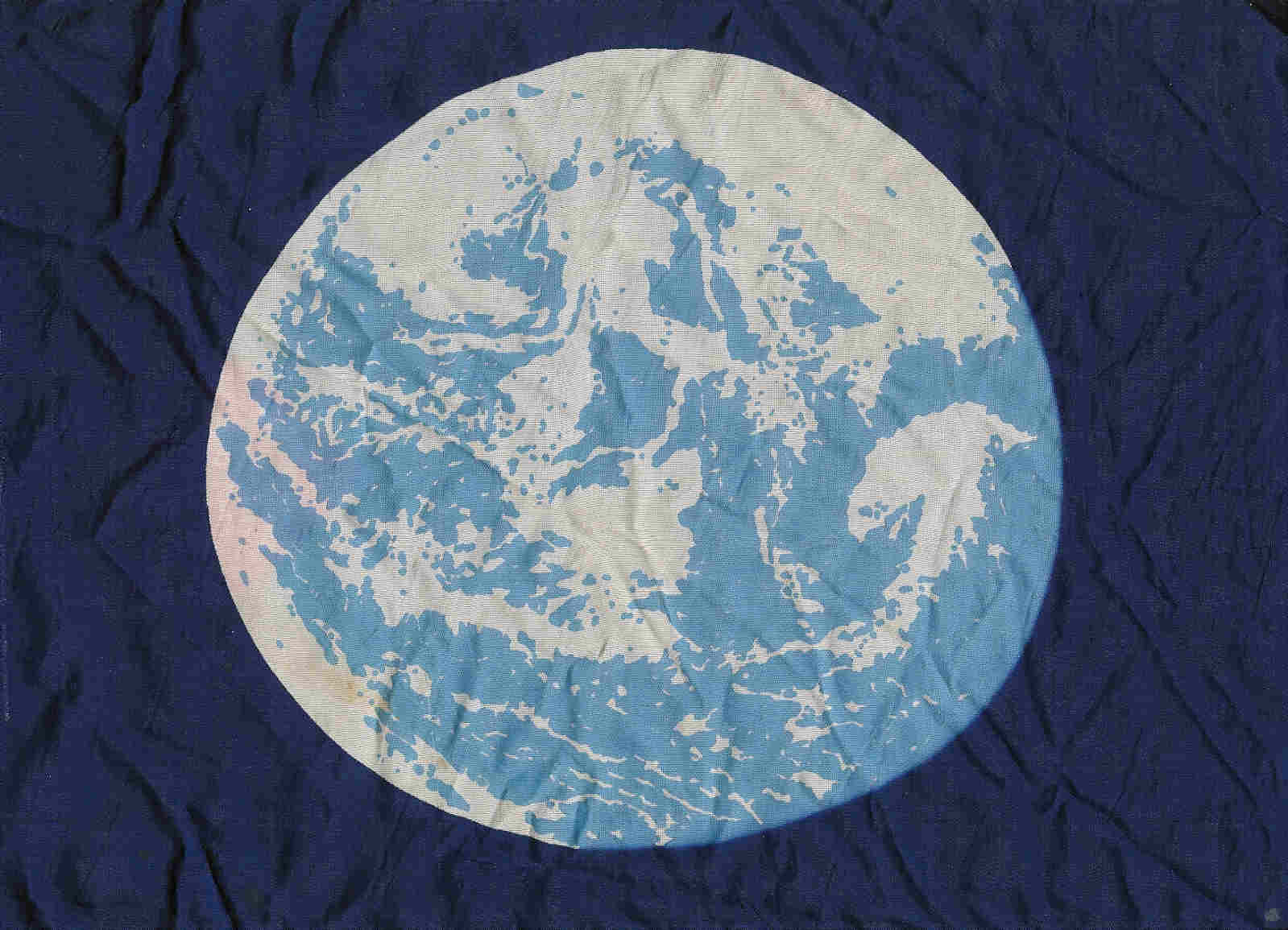
Versione originale della bandiera della Giornata della Terra

Una prima versione della bandiera terrestre fu proposta da John McConnell negli anni settanta, in occasione della Giornata della Terra. Essa è composta da un campo blu scuro, al centro del quale è raffigurato il Blue Marble, una famosa fotografia della Terra vista dallo spazio, scattata dalla NASA nel 1972. Per via delle idee politiche del suo creatore ed essendo diventata un simbolo della Giornata della Terra, questa bandiera di solito è associata all'ambientalismo. È stata messa in vendita nel Whole Earth Catalogue, sostenuto da John McConnell.
La versione originale della bandiera della Terra venne realizzata mediante la serigrafia, utilizzando solo due colori che però risultavano invertiti: bianco per gli oceani e le terre, blu per le nuvole.

## Bandiera della pace nel mondo
Il Congresso Universale della Pace ha sviluppato una bandiera da utilizzare come una bandiera della pace.
James William Van Kirk, un ministro dell'Ohio (USA), progettò la bandiera della pace con strisce arcobaleno, le stelle e il globo. Tra il 1913 e il 1929 egli compì un tour attraverso l'Europa con questa bandiera.

## Bandiera della Terra di James Cadle
Un'altra bandiera della Terra fu creata nello stesso periodo da un contadino dell'Illinois, James W. Cadle. La versione da lui proposta, chiamata "Flag of Earth", presentava un cerchio blu per simboleggiare la Terra, un segmento di un grande cerchio giallo per indicare il Sole e un piccolo cerchio bianco per la Luna, il tutto su campo nero. Questa bandiera è particolarmente popolare tra i ricercatori del SETI, che la usa in tutto il mondo; fu anche sventolata a mezz'asta quando morì Carl Sagan. Cadle fondò anche la Flag of Earth Co. International e successivamente vendette la bandiera. La Flag of Earth è diventata di dominio pubblico nel 2003.

## Bandiera delle Nazioni Unite

Bandiera delle Nazioni Unite

Tra le bandiere ufficiali, quella che potrebbe rappresentare di fatto la Terra è la bandiera delle Nazioni Unite. Al suo interno vi è una rappresentazione geografica del pianeta e il suo vasto impiego a livello internazionale la rende una buona candidata come bandiera terrestre. Infatti, durante la pianificazione delle missioni lunari della NASA negli anni sessanta, fu lanciata la proposta di usare una bandiera delle Nazioni Unite al posto di quella degli Stati Uniti d'America

## Bandiera Internazionale del Pianeta Terra

Bandiera Internazionale Pianeta Terra Proposta da Oskar Pernefeldt

L'artista svedese Oskar Pernefeldt, nel mese di maggio 2015 ha ufficialmente proposto la Bandiera Internazionale del Pianeta Terra.

È stata concepita per essere usata nelle spedizioni spaziali e ha due scopi principali: 
1. Rappresentare il pianeta Terra.
2. Ricordare a tutti noi che viviamo sulla Terra, che condividiamo insieme il pianeta, senza confini nazionali. Che dovremmo prenderci cura del pianeta e prenderci cura gli uni degli altri.

Il design della bandiera consiste in sette anelli intersecati fra loro e un blu mare come sfondo. Gli anelli sono uniti al centro della bandiera così da formare un fiore, che rappresenta la vita sulla Terra. L'intersezione degli anelli, rappresentano inoltre, che tutte le cose sulla Terra sono collegate direttamente o indirettamente.
Gli anelli sono interconnessi fra loro così come lo sono gli Anelli di Borromeo, e che nessuna parte della Terra può essere rimossa senza che l'intera struttura collassi.
Infine, il blu profondo, rappresenta l'oceano e l'importanza dell'acqua per la vita sul nostro pianeta.

Costruzione grafica e proporzioni

## Altre proposte
- La Fibitz Reality Adjustment ha proposto una bandiera della Terra, formata da un cerchio blu e da una mezzaluna calante su campo nero, il tutto contornato da due bande, verde e celeste, per simboleggiare l'atmosfera.[10]
- La bandiera One World Flag di David Bartholomew è formata da uno Yin e yang blu e verde (simile a quello usato nella bandiera della Corea del Sud). La bandiera è contornata da quattro bordi di colore bianco, nero, rosso e giallo.[11]
- La bandiera Citizen of the world di George Dibbern è diversa dalle altre proposte, in quanto contiene simboli religiosi e nazionalistici. Su un campo bianco compaiono una stella blu e la croce di San Giorgio, con un cerchio blu dietro di essa.[12]
- Il World Service Authority ha proposto invece la World Citizen flag, che presenta al centro un globo bianco-verde con una sagoma di uomo verde su un campo giallo.[13]
- La bandiera della Terra di Jean-Sylvain Delroux fu disegnata nel 1970. Essa rappresenta la Terra esattamente come nella bandiera di Cadle, ma invece di mostrare il sole e la luna, il resto della bandiera è diviso in quattro colori che simboleggiano le quattro famiglie dell'umanità.[14] Fu pubblicata sulla rivista francese La Vie.
- La World Unity Flag della World Unity Flag Project è una bandiera multicolore con una foto della Terra al centro, che è la stessa della bandiera della Giornata della Terra, ossia il Blue Marble.[15]

## Galleria d'immagini

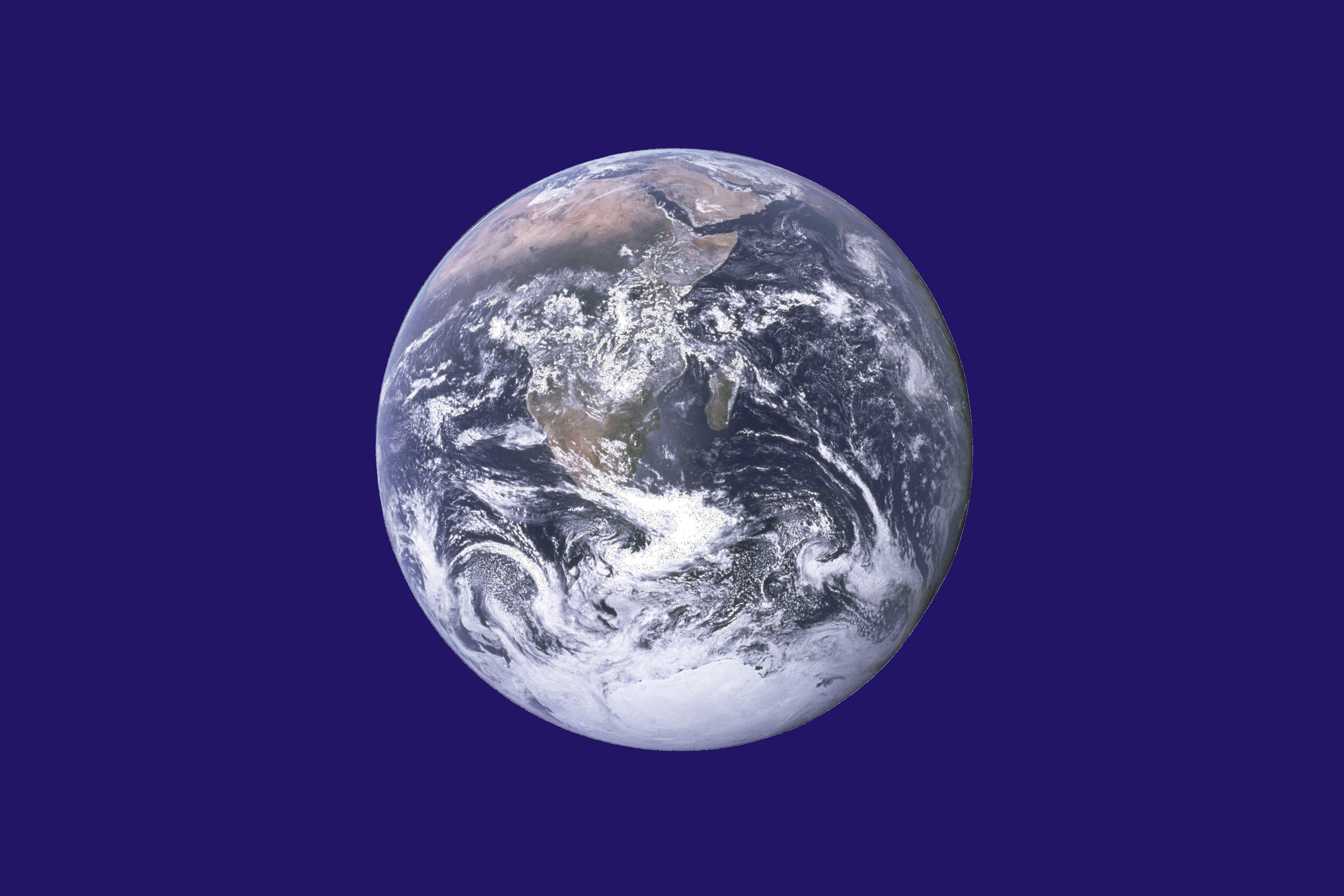
Bandiera della Giornata della Terra
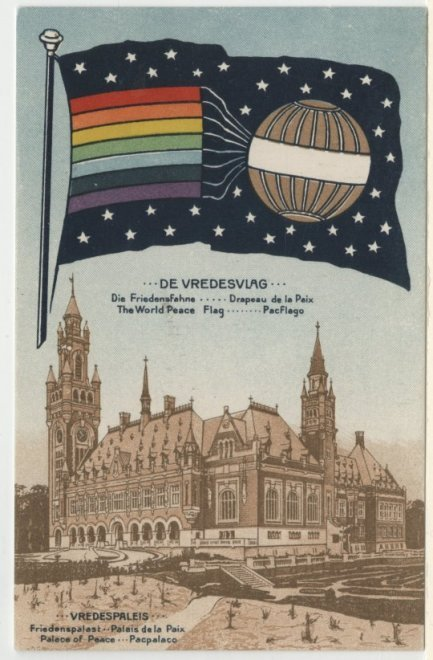
Bandiera della pace nel mondo
Flag of Earth di James Cadle
Versione alternativa della bandiera terrestre di Cadle
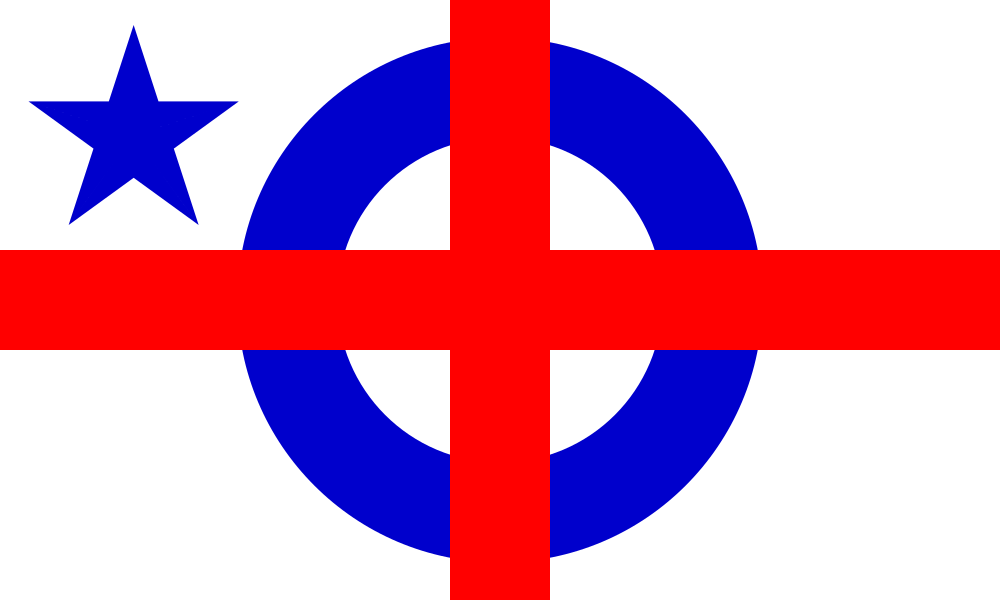
Citizen of the world di George Dibbern
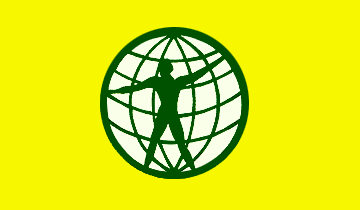
World citizen flag
Bandiera terrestre della Fibitz Reality Adjustment
Bandiera terrestre di Jean-Sylvain Delroux
Tera Flago
Old Freebie[16], bandiera terrestre della serie tv animata Futurama